# Мрачни туризам
Мрачни туризам (такође Тана туризам (као у Танатосу), црни туризам, морбидни туризам или туризам жалости) је дефинисан као туризам који укључује путовања на места која су историјски повезана са смрћу и трагедијом. Недавно је предложено да концепт треба да укључи и разлоге због којих туристи посећују ту локацију, пошто тип локалитета можда не чине посетиоца „мрачним туристом“. Главна атракција мрачних локација је њихова историјска вредност, а не њихова повезаност са смрћу и патњом. Холокауст туризам садржи аспекте и мрачног туризма и туризма наслеђа.
Мрачни туризам бави се филозофским испитивањем смрти. Посетиоци који су заинтересовани за ове просторе испољавају намеру да разумеју туђу бол или имају једноставно образовне циљеве. Мрачни туристи често замишљају сопствену коначност кроз фигуру Другог. Мрачни туризам помаже да се побољша капацитет друштва за примање, као и да се да лекција следећим генерацијама.
Иако постоји дуга традиција да људи посећују скорашња и древна места смрти, као што су путовања на гладијаторске игре у римском колосеуму, присуствовање јавним погубљењима одсецањем глава и посета катакомбама, ова пракса је академски проучавана тек релативно недавно. Путописци су први описали свој туризам на смртоносна места. П. Ј. О'Рурк је своје путовање у Варшаву, Манагву и Белфаст 1988. назвао 'празницима у паклу', или Крис Ројек говорећи о туризму 'црних тачака' 1993. или 'музењу сабласног'. Академско бављење темом отпочело је у Глазгову, Шкотска. Термин 'мрачни туризам' сковали су 1996. Ленон и Фоли, два члана факултета на Одсеку за хотелијерство, туризам и управљање слободно време на Каледонском универзитету у Глазгову, и термин „танатуризам“ је први пут поменуо А. В. Ситон 1996. године, тада професор туристичког маркетинга на Универзитету Стратклајд.
Од 2014. године, постојале су многе студије о дефиницијама, ознакама и поткатегоризацијама, као што су туризам холокауста и туризам наслеђа ропства, а аутори путописне литературе тај термин настављају да обликују изван академских кругова. Веома је мало емпиријских истраживања о перспективи мрачног туриста  Мрачни туризам је формално проучаван из три главне перспективе у различитим дисциплинама:

### Угоститељство и туризам
Научници у овој интердисциплинарној области су испитали многе различите аспекте. Ленон и Фолеи проширили су своју првобитну идеју у својој првој књизи, жалећи да „такт и укус не превладавају над економским разматрањима“ и да „кривица за преступе не може пасти само на рамена власника, већ и на туристе, јер без њихове потражње не би било потребе за снабдевањем.“
Да ли је туристичка атракција образовна или експлоататорска, дефинишу и њени управитељи и посетиоци. Туристички оператери мотивисани похлепом могу да „музе језиво” или да преиспитају трагедије за искуство учења. Туристи који преферирају мрачне туристичке производе могу оскрнавити место и потребне су студије случаја да се испита ко добија, а ко губи. Крис Хеџис је критиковао „наратив о Алкатразу како га представља Служба националних паркова “ као „ревизионизам“ (whitewashing), јер „игнорише дивљаштво и неправду америчког система масовног затварања“. Изостављањем изазовних детаља, услуга парка подстиче „Дизнификацију“, по Хеџесу.

## Примери одредишта
Дестинације мрачног туризма укључују дворце и бојна поља као што су Калоден у Шкотској и замак Бран и замак Поиенари у Румунији; бивши затвори као што су затвор Беаумарис у Англсију у Велсу и изложба Џека Трбосека у лондонској тамници ; места природних катастрофа или катастрофа изазваних човеком, као што је Меморијални парк мира у Хирошими у Јапану, Чернобил у Украјини и комерцијалне активности у Граунд Зироу у Њујорку годину дана након 11. септембра 2001. Такође укључује места људских злочина, убистава и геноцида, као што су концентрациони логор Аушвиц у Пољској, Меморијална дворана масакра у Нанџингу у Кини, масакр у средњој школи Колумбајн у САД, Музеј геноцида Туол Сленг у Камбоџи; локалитети Јеју побуне у Јужној Кореји и центар за интернирање Спирит Лејк у близини Ла Фермеа у Квебеку као пример канадских операција интернирања 1914–1920.
На Балију су „смртни и погребни обреди постали комодификовани за туризам..., где предузимљиве фирме почињу да договарају туристичке туре и продају карте чим чују да неко умире“. У САД, посетиоци могу да обиђу Меморијални музеј холокауста у Вашингтону и да добију „личну карту која одговара њиховом узрасту и полу са именом и фотографијом праве жртве холокауста. У позадини видео интерпретације која приказује одреде за убијање у акцији, псеудо жртва Холокауста уноси лични документ у мониторе док лута око атракције да открије како се њихов колега у стварном животу понаша.“
У Колумбији, места повезана са нарко-босом Паблом Ескобаром, постала су жаришта мрачног туризма кроз туре на тему Ескобара. У Медељину, посетиоци посећују приватни музеј Роберта Ескобара његовог злогласног брата, кућу у којој је убијен, и Ла Катедрал, Ескобаров затвор. Још једно познато место је имање Хацијенда Наполес које се налази између Боготе и Меделина, у близини Пуерто Триунфо.